# Lord Speaker
Lord Speaker é o líder oficial da Câmara dos Lordes no Parlamento do Reino Unido eleito periodicamente pelos membros da Câmara, os lordes do Pariato. Desde 2006, com a aprovação de um ato de reforma, o Lord Speaker pode ser eleito independentemente do Lord Chancellor, o que resultou em vários protestos no parlamento. O atual Lord Speaker é John McFall, eleito em 2021.
O Lord Speaker é uma figura proeminente na política do Reino Unido, atuando como o presidente da House of Lords. Sua principal função é garantir que os debates na Câmara sejam conduzidos de maneira ordenada e justa. O cargo foi estabelecido formalmente em 2006, embora a posição tenha existido de maneira informal por séculos. O Lord Speaker também representa a Câmara na cerimônia e nas atividades oficiais, além de servir como um elo entre a House of Lords e a House of Commons. Ele não tem o poder de votar, exceto em casos de empate. Na maioria das vezes, o Lord Speaker é um membro vitalício da Câmara e é eleito entre os pares. A escolha do Lord Speaker é importante, pois influencia a independência e a imparcialidade dos debates na Câmara Alta.
1. ↑  (em inglês) https://www.parliament.uk/business/lords/lord-speaker/ Site oficial do Parlamento do Reino Unido sobre o posto de Lord Speaker.
2. ↑  «websim.ai». websim.ai. Consultado em 4 de janeiro de 2025